# L. Vaidyanathan
Lakshminarayanan Vaidyanathan (* 9. April 1942 in Jaffna; † 19. Mai 2007), bekannt als Vaidi, war ein indischer Geiger und Komponist.

## Leben
Der älteste von drei Söhnen des Geigers V. Lakshminarayana und der Sängerin Seeta Lakshmi hatte gleich seinen Brüdern L. Shankar und L. Subramaniam den ersten Unterricht in Gesang und Geige bei seinem Vater. Er trat ab dem achten Lebensjahr öffentlich in Jaffna, wo sein Vater als Lehrer arbeitete, und bald auch auf bei Konzerten auf ganz Ceylon und bei Radio Ceylon als Geiger auf. Neben der klassischen hindustanischen Musik lernte er auch die westliche Violin- und Klaviermusik kennen.
Nach der Rückkehr der Familie nach Indien 1957 wurde er Schüler von G. N. Balasubramaniam. Er trat u. a. als Begleitmusiker von Chembai Viadyanatha Bhagavathar, seinem Lehrer G. N. Balasubramaniam, Madurai Mani Aiyar und D. K. Pattammal auf, gewann einen Musikwettbewerb von All India Radio und erhielt einen Preis des indischen Präsidenten Rajendra Prasad. Unterricht in klassischem westlichem Violinspiel erhielt er von Wilfred Forbes.
Seinem Interesse für den Film folgend schloss er sich dem Filmkomponisten G. Ramanathan an und spielte bald die Geige in Kompositionen von C. N. Pandurangan, V. Dakshinamoorthy, K. V. Mahadevan, T. G. Lingappa, M. S. Baburaj und M. B. Sreenivasan. Darauf wechselte er zum Ensemble von G. K. Venkatesh, dessen stellvertretender Musikdirektor er bald wurde. Hier komponierte er die Musik zu mehr als dreißig Filmen des kannadasprachigen Kinos (Sandalwood). Viele der Kompositionen erschienen auf Alben wie Aparachitha, Kampana, Anubhava, Elu Suttine Kote, Handatha Hoovu   und Anaamika. Weitere Kompositionen entstanden in Zusammenarbeit mit C. Ashwath (u. a. die Musik zu Kavita Lankeshs Film Thana nam thana nam).
Zum tamilischen Film kam Vaidi durch C. V. Rajendran, für dessen Film Vaazhthungal er 1978 die Songs komponierte. Seine zweite Arbeit für den tamilischen Film war die Musik zu K. Hariharans Film Ezhaavathu Manithan. Für die Musik zur Kannada-Version des Films Pushpaka Vimaana erhielt er einen Karnataka State Award. Weitere Filmmusiken komponierte er u. a. für Sandhya Raagam (1989), Jayabharathys Uchchi veyil (1990),  K. S. Sethumadhavans Marupakkam (1991), Amshan Kumars Videodokumentation Subramaniya Bharathi (1999), Kanala N. T. Sastrys Harvesting Baby Girls (2003), K. Muthukumars Kurzfilm Pirantha naal (2005), Anjali Monteiros und K. P. Jayashankars She Write (2005) über das Leben und Werk von vier tamilischen Dichterinnen und zuletzt für den in Telugu, Hindi und Englisch produzierten Animationsfilm Lava Kusha.
Neben seinen Aktivitäten als Filmkomponist trat Vaidi regelmäßig als Geiger im Trio mit seinen Brüdern auf. Mit ihnen und dem Mridangamspieler Palghat T. S. Mnai Iyer nahm er das Album The Violin Trio auf. In Zusammenarbeit mit Lalgudi Vijayalakshmi entstand das Album Violin Duet. Weitere erfolgreiche Alben waren Navagrahas - Signs of Destiny, Panchabhutam, Shri Mahalakshmi Ashtothram, Shri Kadgamaala Stotram und Baagyada lakshmi Baramma (alle mit Aruna Sairam als Sängerin), Engengum Sakthiyada (mit T. L. Maharajan) und Mata Ka Jagran (mit Narendra Chanchal). Internationale Aufmerksamkeit fanden ‘Nirvana - Music of the Soul, Musical Yatra und Journey to India. Mit dem Singapore Indian Orchestra & Choir nahm er das Album Musical cascade - Gaanavarshini auf.
Mit Musikern des Singapore Indian Orchestra, des Orkestra Melayu Singapura und des Youth Chinese Orchestra führte L. Vaidyanathan 1997 beim Festival of Asian Performing Arts und erneut 2002 beim International Arts Festival in Singapur das Stück Crossroads, eine Kombination indischer, malaiischer, chinesischer und westlicher Musikelemente auf. In seiner erfolgreichen Komposition Sangamam adaptierte er die Sinfonik Mozarts und verband sie mit einem Medley indischer, malaiischer und chinesischer Volksmusik. Für Parvathi Ravi Ghantasala komponierte er die Musik zu den Balletten Annamiah und Uchchi Thilagam. 2003 wurde er mit dem Kalaimamani, dem höchsten zivilen Orden von Tamil Nadu, ausgezeichnet.